# Гіббон (Міннесота)
Гіббон (англ. Gibbon) — місто (англ. city) в США, в окрузі Сіблі штату Міннесота. Населення — 784 особи (2020).

## Географія
Гіббон розташований за координатами 44°32′7″ пн. ш. 94°31′25″ зх. д. / 44.53528° пн. ш. 94.52361° зх. д. (44.535369, -94.523637).  За даними Бюро перепису населення США в 2010 році місто мало площу 2,29 км², уся площа — суходіл.

## Демографія
Згідно з переписом 2010 року, у місті мешкали 772 особи в 353 домогосподарствах у складі 210 родин. Густота населення становила 338 осіб/км².  Було 394 помешкання (172/км²).
Расовий склад населення:
| - 95,5 % — білих - 1,3 % — чорних або афроамериканців - 0,3 % — азіатів - 2,3 % — осіб інших рас |

До двох чи більше рас належало 0,6 %. Частка іспаномовних становила 3,4 % від усіх жителів.
За віковим діапазоном населення розподілялося таким чином: 22,8 % — особи молодші 18 років, 53,4 % — особи у віці 18—64 років, 23,8 % — особи у віці 65 років та старші. Медіана віку мешканця становила 44,6 року. На 100 осіб жіночої статі у місті припадало 94,5 чоловіків;  на 100 жінок у віці від 18 років та старших — 91,0 чоловіків також старших 18 років.
Середній дохід на одне домашнє господарство  становив 57 406 доларів США (медіана — 49 464), а середній дохід на одну сім'ю — 65 448 доларів (медіана — 56 635). Медіана доходів становила 32 344 долари для чоловіків та 34 688 доларів для жінок. За межею бідності перебувало 16,2 % осіб, у тому числі 27,0 % дітей у віці до 18 років та 6,1 % осіб у віці 65 років та старших.
Цивільне працевлаштоване населення становило 430 осіб. Основні галузі зайнятості: освіта, охорона здоров'я та соціальна допомога — 24,0 %, виробництво — 18,6 %, сільське господарство, лісництво, риболовля — 13,7 %.